# Elfenesh Alemu
Elfenesh Alemu (amharisch እልፍነሽ ዓለሙ, * 10. Juni 1975 in Lemo Arya bei Bekoji) ist eine äthiopische Langstreckenläuferin, die sich auf den Marathon spezialisiert hat.
Sie wuchs zusammen mit zehn Geschwistern in der Provinz Arsi auf, aus der viele andere prominente Athleten stammen, und hatte schon in der Schulzeit zusammen mit ihrer jüngeren Schwester Asnakech, die später den Langstreckenläufer Habte Jifar heiratete, sportliche Erfolge.
1997 belegte sie bei den Weltmeisterschaften in Athen den 15. Platz. Im selben Jahr gelang ihr beim Amsterdam-Marathon ihr erster großer Sieg. Im darauf folgenden Jahr wurde sie Zweite beim Barcelona-Marathon, Fünfte beim Köln-Marathon und Dritte beim Amsterdam-Marathon.
1999 blieb sie als Zweite des Nagano-Marathons in 2:28:59 h zum ersten Mal unter der Zweieinhalb-Stunden-Marke. Bei den Weltmeisterschaften 1999 in Sevilla wurde sie in 2:28:52 Fünfte.
Im darauf folgenden Jahr steigerte sie sich weiter auf 2:24:47 (vierter Platz beim Osaka Women’s Marathon), gewann den Nagano-Marathon in 2:24:55 und wurde Sechste beim Marathon der Olympischen Spiele 2000 in Sydney.
2001 wurde sie Fünfte beim London-Marathon in ihrer persönlichen Bestzeit von 2:24:29 und beim Chicago-Marathon in 2:24:54 Zweite hinter Catherine Ndereba, die einen Weltrekord in diesem Rennen aufstellte.
2002 wurde sie Dritte beim Boston-Marathon. Im Jahr darauf wurde sie Sechste bei den Weltmeisterschaften 2003 in Paris/Saint-Denis und siegte beim Tokyo International Women’s Marathon in 2:24:47.
Beim Boston-Marathon des darauf folgenden Jahres wurde sie Zweite mit ihrer sechsten Sub-2:25-Zeit. Bei den Olympischen Spielen 2004 in Sydney landete sie auf dem vierten Platz, und zum Abschluss der Saison wurde sie Dritte beim Tokyo International Women’s Marathon.
2005 wurde sie wie im Vorjahr Zweite in Boston und Dritte in Tokio; außerdem wurde sie Zweite beim Rock ’n’ Roll Marathon in San Diego.
Elfenesh Alemu ist 1,67 m groß, wiegt 51 kg und wird vom äthiopischen Nationaltrainer Yilma Berta betreut. 2003 heiratete sie den Marathonläufer Gezahegne Abera, mit dem sie in Addis Abeba lebt. Die Hochzeit war eine der größten in Addis Abeba, zu den rund 25.000 Gäste gehörten auch die Läufer Derartu Tulu, Fatuma Roba und Haile Gebrselassie.